# Fatman Scoop
Isaac Freeman III (6. srpna 1968 Manhattan – 31. srpna 2024 Connecticut), známější pod uměleckým jménem Fatman Scoop, byl americký hiphopový umělec a rapper. Proslavil se díky svému zpěvu v singlech „Lose Control“ od Missy Elliott a „It's Like That“ od Mariah Carey. Skladba „Lose Control“ později získala cenu Grammy.

## Život
Narodil se 6. srpna 1968 na Manhattanu v New Yorku a vyrůstal v Harlemu. Byl synem Clary a Isaaca Freemanových mladších. Vystudoval střední školu Cardinal Hayes High School a Newyorský technologický institut.
Začal používat přezdívku „Fatman Scoop“. Poprvé na sebe upozornil vydáním singlu „Be Faithful“ (s kapelou Crooklyn Clan). Singl se stal populárním až v říjnu roku 2003.
V následujících letech spolupracoval s umělci, jako jsou David Guetta, Skrillex a Janet Jacksonová. V roce 2004 si zahrál epizodní roli v seriálu The Boondocks a v roce 2015 jako soutěžící v 16. řadě Celebrity Big Brother.
V červenci 2018 se podílel na remixu singlu „Level Up“ od Ciary, na kterém se podílela také Missy Elliott.
Během pandemie covidu-19 začal podnikat v autodopravě a v cukrářství, protože nemohl cestovat a vystupovat na koncertech.
Dne 30. srpna 2024 vydal dvě hudební spolupráce. První s Bingo Players a Disco Fries na singlu „Our House“. Druhou byla skladba „Let It Go“ s Dyce Payso. Ve stejný den byl vydán i oficiální videoklip.
Ve stejný den, 30. srpna 2024, zkolaboval během vystoupení v Hamdenu ve státě Connecticut. Na místě mu byla poskytnuta první pomoc a ihned byl převezen do nedaleké nemocnice. Následující den bylo oznámeno, že zemřel. Bylo mu 56 let. Jeho smrt byla určena jako přirozená, způsobená hypertenzní srdeční chorobou a aterosklerózou.

## Diskografie

### Kompilační alba
- Fatman Scoop's Party Breaks: Volume 1 (2003)
- In the Club (2006)
- Party King (2015)